# チャップリンの駈落
『チャップリンの駈落』（チャップリンのかけおち、A Jitney Elopement）は、チャーリー・チャップリンのエッサネイ社における5作目のサイレント映画。1915年公開。共演はエドナ・パーヴァイアンスほか。
エドナは父が企てる伯爵との結婚を望まず、恋人のチャップリンと「駆落ち」しようとする。チャップリンはアメリカで1914年から1916年の間、乗り合いタクシーによく使用されていた車種「ジトニー」（jitney）で彼女を連れ去る。原題は「ジトニーでの駆落ち」の意。 別邦題は『チャップリンのローマンス』。
本作の大半の部分はサンフランシスコで撮影され、映画では市内の公園「ゴールデン・ゲート・パーク」や、公園の西側に今も現存する巨大風車が写っている。

## キャスト
- チャーリー・チャップリン － 求婚者 (偽伯爵)
- エドナ・パーヴァイアンス － 娘
- フレッド・グッドウィンズ － 娘の父
- レオ・ホワイト － 伯爵
- ロイド・ベーコン － 執事
- パディ・マクガイア － 年老いた召使い
- バド・ジェイミソン － 警棒を持った警官
- カール・ストックデール － 警官
- アーネスト・ヴァン・ペルト － 警官

### 日本語吹替
- チャールズ・チャップリン - 堀内賢雄
- エドナ・パーヴァイアンス - 中司ゆう花
- レオ・ホワイト - 落合弘治
- アーネスト・ヴァン・ペルト - 駒谷昌男
- ナレーター - 羽佐間道夫
  - 初回放送2014年10月26日スター・チャンネル[1]

この作品はサイレント映画だが、チャップリンのデビュー100周年を記念し、日本チャップリン協会監修のもと、スターチャンネルで日本語吹替が製作された。